# Gare d'Aarsele
La gare d'Aarsele (en néerlandais : station Aarsele) est une gare ferroviaire belge de la ligne 73, Deinze à La Panne (frontière), située à Aarsele, section de la ville de Thielt dans la province de Flandre-Occidentale en Région flamande.
Elle fut mise en service en 1855 par la Société des chemins de fer de la Flandre-Occidentale. 
C'est une halte voyageurs de la Société nationale des chemins de fer belges (SNCB) desservie uniquement par des trains d’Heure de pointe (P).

## Situation ferroviaire
Établie à 11 m d'altitude, la gare d'Aarsele est située au point kilométrique (PK) 8,900 de la ligne 73, Deinze à La Panne (frontière), entre les gares ouvertes de Deinze et de Thielt.

## Histoire
La station d'Aarsele est mise en service le 25 mars 1855 par les Chemins de fer de la Flandre-Occidentale (F.O.), lorsqu'ils ouvrent à l'exploitation la première section de la ligne de Deinze à Adinkerke.
En 1907, année de la nationalisation du F.O. la gare est ouverte à tous les services : voyageurs et marchandises, y compris les chevaux et bestiaux.
Le guichet est fermé pour 1990.

### Le bâtiment de la gare
En 1855, Aarsele reçut un petit bâtiment néoclassique avec une façade à refends typique de la compagnie du FO.
Ce petit bâtiment à cinq travées sous toit à croupes fut un des rares qui ne furent pas démolis à la fin du XIXe siècle, détruits durant la Première Guerre mondiale ou remplacés par une gare moderne au cours du XXe siècle. Il fut finalement démoli vers 1988.

## Accueil
Halte SNCB, c'est un point d'arrêt non gardé (PANG) à accès libre.
La traversée des voies et le passage d'un quai à l'autre s'effectuent par le passage à niveau situé à l'extrémité des quais.

### Desserte
Aarsele est desservie par des trains d’Heure de pointe (P) de la SNCB, qui effectuent des missions sur la ligne commerciale 73 (La Panne - Gand).
La desserte, très clairsemée comprend sept trains par jour les jours ouvrables :
- deux trains P qui relient La Panne à Schaerbeek, le matin
- un train P qui relie La Panne à Gand-Saint-Pierre, le matin
- deux trains P qui relient Schaerbeek à La Panne, l’après-midi
- un train P qui relie Gand-Saint-Pierre à La Panne, l’après-midi
- un train P qui relie Gand-Saint-Pierre à Lichtervelde, l’après-midi

Le week-end, les trains ne desservent pas Aarsele à l’exception, d’un unique train P La Panne - Louvain qui circule le dimanche soir (sauf lors des congés).  

### Intermodalité
Le stationnement des véhicules est possible à proximité.

## Comptage voyageurs
Le graphique et le tableau montrent le nombre de passagers qui en moyenne embarquent durant la semaine, le samedi et le dimanche.
| Nombre de voyageurs qui embarquent à la gare d'Aarsele | Nombre de voyageurs qui embarquent à la gare d'Aarsele | Nombre de voyageurs qui embarquent à la gare d'Aarsele | Nombre de voyageurs qui embarquent à la gare d'Aarsele |
|                                                        | Semaine                                                | Samedi                                                 | Dimanche                                               |
| ------------------------------------------------------ | ------------------------------------------------------ | ------------------------------------------------------ | ------------------------------------------------------ |
| 1977                                                   | 135                                                    | 18                                                     | 11                                                     |
| 1978                                                   | 140                                                    | 7                                                      | 3                                                      |
| 1979                                                   | 83                                                     | 34                                                     | 14                                                     |
| 1980                                                   | 148                                                    | 22                                                     | 16                                                     |
| 1981                                                   | 124                                                    | 4                                                      | 4                                                      |
| 1982                                                   | 95                                                     | 15                                                     | 12                                                     |
| 1983                                                   | 95                                                     | 2                                                      | 9                                                      |
| 1984                                                   | 55                                                     | -                                                      | -                                                      |
| 1985                                                   | 91                                                     | -                                                      | -                                                      |
| 1986                                                   | 33                                                     | -                                                      | -                                                      |
| 1987                                                   | 54                                                     | -                                                      | -                                                      |
| 1988                                                   | 49                                                     | -                                                      | -                                                      |
| 1989                                                   | 35                                                     | -                                                      | -                                                      |
| 1990                                                   | 36                                                     | -                                                      | -                                                      |
| 1991                                                   | 35                                                     | -                                                      | -                                                      |
| 1992                                                   | 23                                                     | -                                                      | -                                                      |
| 1993                                                   | 28                                                     | -                                                      | -                                                      |
| 1994                                                   | 35                                                     | -                                                      | -                                                      |
| 1995                                                   | 27                                                     | -                                                      | -                                                      |
| 1996                                                   | 18                                                     | -                                                      | -                                                      |
| 1997                                                   | 23                                                     | -                                                      | -                                                      |
| 1998                                                   | 24                                                     | -                                                      | -                                                      |
| 1999                                                   | 18                                                     | -                                                      | -                                                      |
| 2000                                                   | 23                                                     | -                                                      | -                                                      |
| 2001                                                   | 30                                                     | -                                                      | -                                                      |
| 2002                                                   | 27                                                     | -                                                      | -                                                      |
| 2003                                                   | 26                                                     | -                                                      | -                                                      |
| 2004                                                   | 29                                                     | -                                                      | -                                                      |
| 2005                                                   | 33                                                     | -                                                      | -                                                      |
| 2006                                                   | 32                                                     | -                                                      | -                                                      |
| 2007                                                   | 36                                                     | -                                                      | -                                                      |
| 2008                                                   | -                                                      | -                                                      | -                                                      |
| 2009                                                   | 37                                                     | -                                                      | -                                                      |
| 2010                                                   | -                                                      | -                                                      | -                                                      |
| 2011                                                   | -                                                      | -                                                      | -                                                      |
| 2012                                                   | 38                                                     | -                                                      | -                                                      |
| 2013                                                   | 37                                                     | -                                                      | -                                                      |
| 2014                                                   | 39                                                     | -                                                      | -                                                      |
| 2015                                                   | 24                                                     | -                                                      | -                                                      |
| 2016                                                   | 32                                                     | -                                                      | -                                                      |
| 2017                                                   | 42                                                     | -                                                      | -                                                      |
| 2018                                                   | 37                                                     | -                                                      | -                                                      |
| 2019                                                   | 34                                                     | -                                                      | -                                                      |
| 2020                                                   | 21                                                     | -                                                      | -                                                      |
| 2021                                                   | -                                                      | -                                                      | -                                                      |
| 2022                                                   | 37                                                     | -                                                      | -                                                      |
| 2023                                                   | 24                                                     | -                                                      | -                                                      |
| 2024                                                   | 26                                                     | -                                                      | -                                                      |

## Galerie de photos

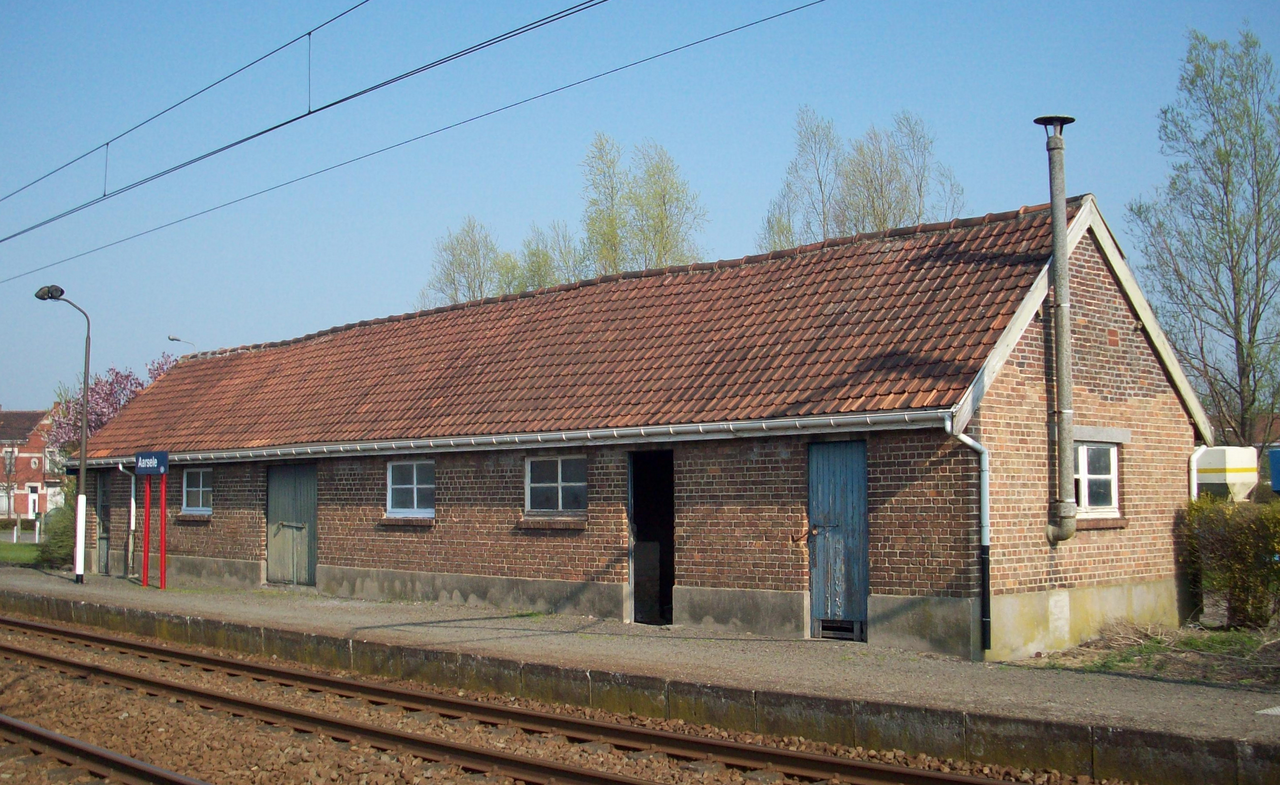
Ancienne halle à marchandises.
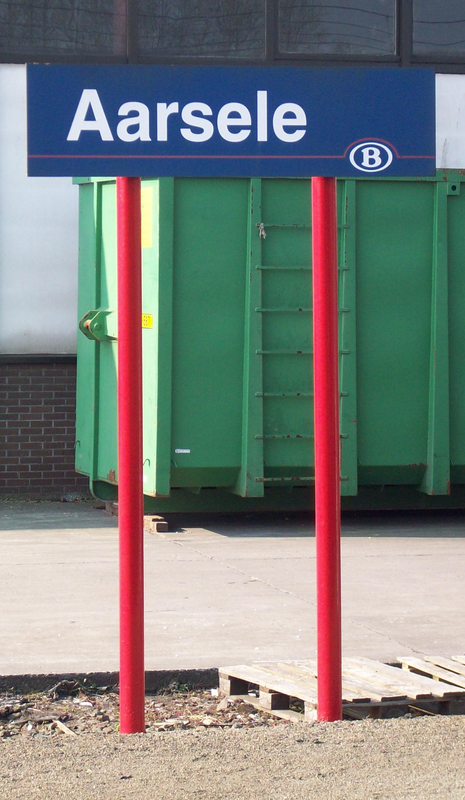
Panneau de quai.